# Miseglia
Miseglia ist eine Fraktion (italienisch frazione) der Gemeinde Carrara in der Provinz Massa-Carrara, Region Toskana. Der Ort befindet sich in dem großen Miseglia-Steinbruchgebiet, etwa zwei Kilometer von Carrara und etwa zehn Kilometer von Massa entfernt.

## Geschichte
Der Ort, der auf einem Plateau vor dem 478 Meter hohen Monte Croce in den Apuanischen Alpen auf einer Höhe von 240 Meter liegt, wurde vermutlich bereits in der Zeit der Römischen Antike besiedelt. Dies wird daraus geschlossen, dass man im Miseglia-Steinbruchgebiet des Carrara-Marmors handwerkliche Bearbeitungsspuren aus dieser Zeit gefunden hat. Erstmals schriftlich erwähnt wurde der Ort 1159.
Die Kirche von Miseglia wurde im Oktober 1600 eingeweiht und im Jahr 1832 wurden in dem Dorf 225 Einwohner gezählt. Im Risorgimento und auch in der Zeit des Besetzung Italiens durch die Wehrmacht (1943–1945) hatte Miseglia Opfer zu beklagen.

## Historische Infrastruktur
Miseglia war mit der Carrara-Marmorbahn von 1876 bis 1964 mit Carrara und dem Hafen von Massa durch eine nur industriell genutzte Eisenbahnlinie verbunden. Die Bahnlinie betrieb in Miseglia zwei Verladestationen für Marmor-Rohblöcke, die Stationen Miseglia Superiore (Ober-Miseglia) und Miseglia Inferiore (Unter-Miseglia). Seit damals erfolgt der Marmor-Transport mit LKW.